# 梅野哲徳
梅野 哲徳（うめの てつのり、1952年1月12日 - ）は、大分県出身の元プロ野球選手（捕手）。

## 来歴・人物
別府大附高では4番を打つなど活躍。
1969年にドラフト外で西鉄ライオンズへ入団。
3年間在籍したが自由契約となり、一軍には出場出来ず引退した。

## 詳細情報

### 年度別打撃成績
- 一軍公式戦出場なし

### 背番号
- 68 （1970 - 1972年）